# Primera pedra

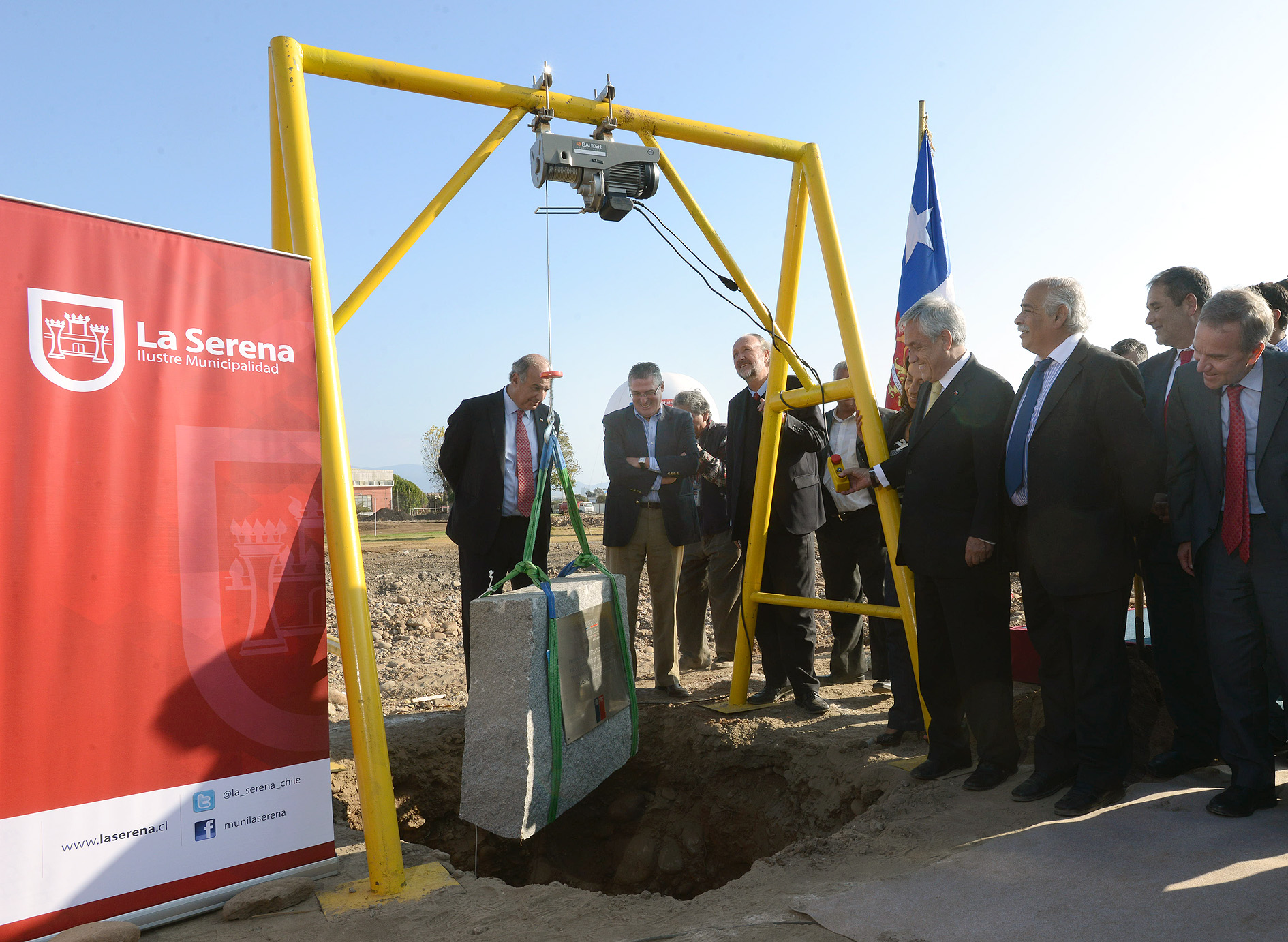
Cerimònia de l'Estadi La Portada de La Serena (Xile), en presència de President Sebastián Piñera (quart des de la dreta)

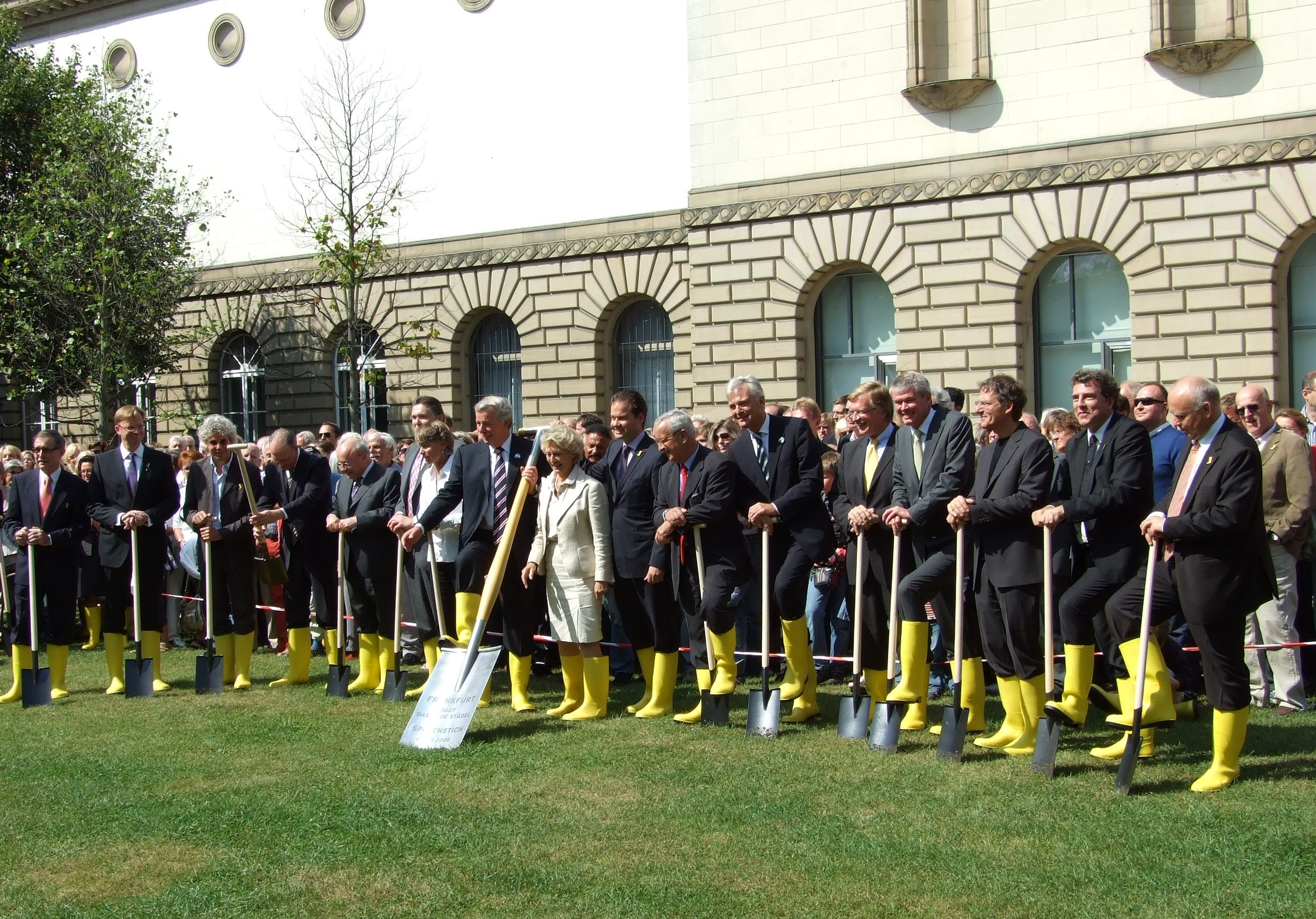
Cerimònia amb pales, que marca l'inici de la construcció de el nou Museu del Städel a Frankfurt del Main

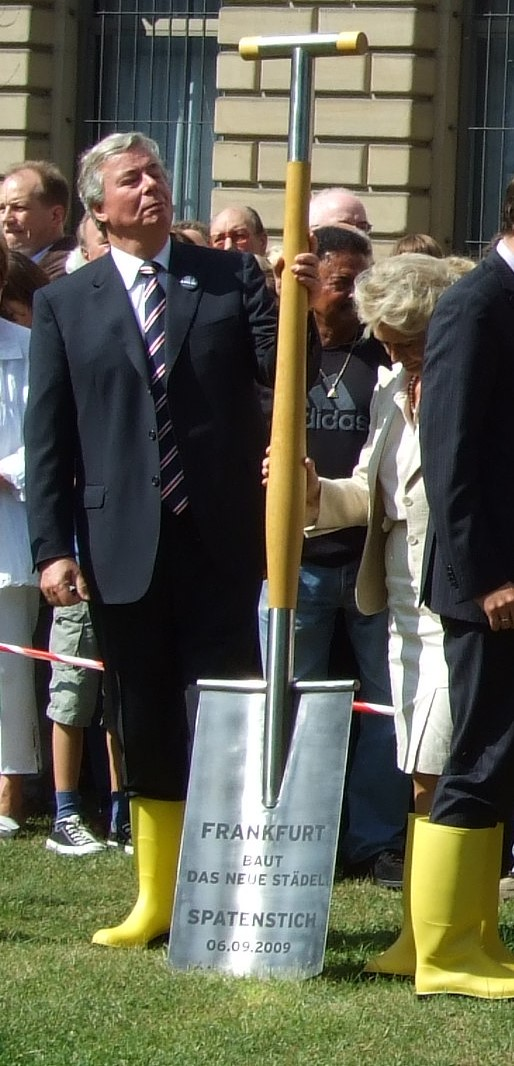
Pala gravada preparada per a la cerimònia de construcció de el nou Museu del Städel

La col·locació de la primera pedra és una cerimònia tradicional de diverses cultures en commemoració del primer dia de construcció d'un edifici o un altre projecte. Tals cerimònies solen comptar amb la presència de diversos dignataris com a polítics i empresaris.
També sol denominar-se com a primera palada. La pala emprada en la cerimònia sol ser especial per tal de ser guardada per a mostrar-se a el públic posteriorment. La informació sol gravar-se en la pala.
En alguns llocs, el clergat sol beneir l'edifici, especialment si es tracta d'una església o una organització amb fins religiosos.

## Història
Des de la més remota antiguitat la construcció d'una casa ha començat amb la posada de la "primera pedra", la qual és i ha estat sempre un ritual més o menys solemne, de caràcter religiós o civil.
Hagi estat un edifici particular o públic, la construcció d'una casa ha sigut tothora un afer de gran transcendència per a totes les cultures i, en les cerimònies actuals, encara es pot observar algun tret dels antics rituals.

### El ritu segons els antropòlegs i etnògrafs dels seglesxixixx
Del segle xix ençà, la cerimònia de la posada de la primera pedra interessà els antropòlegs i els etnògrafs d'arreu. A Catalunya en foren pioners Joan Amadesi Ramon Violant i Simorra.
Per al primer les celebracions rituals responien a dues idees diferents: la de demanar als poders màgics, amos del terreny on es volia construir la casa, si estaven conformes en cedir-lo; i la del tribut que havia de satisfer el propietari per fer-s'ho seu; i ho exemplifica amb testimonis d'aquestes cerimònies, relatius als segles XIX o XX, recollits en diferents poblacions catalanes: a Gelida, quan havien de fer una casa, calia, d'antuvi, que l'amo prengués possessió del lloc tot marcant el perímetre amb un solc d'arada; aquest, que no havia de ser seguit, s'havia d'interrompre en cada tram on anés una porta. De no fer-ho, creien que la casa s'ensorraria. Per a Amades, aquesta primera part de la cerimònia recordava l'antic desgreuge fet a la divinitat propietària; el solc, feia referència als límits del terreny sostret; i el tram sense llaurar, la porta per on la divinitat pogués entrar i sortir. En cas de no fer-ho, la divinitat faria caure la casa. Amades veu en aquest ritual semblances amb el que practicaven els antics grecs quan iniciaven la construcció d'una ciutat.
Al Penedès, posaven als fonaments pedres pintades de vermell; a Mallorca posaven la primera pedra pintada amb una creu vermella amb mangra; a la Ribera de Cardós, Pallars, feien posar la primera pedra al més vell de la família. Després, l'amo pagava el beure a tots els treballadors i familiars presents.
Ramon Violant, dedicà alguns estudis semblants a rituals practicats en terres del Pirineu català. A la Vall d'Àneu, abans de començar a fonamentar una casa, feien beneir el terreny al sacerdot. Després, l'amo pagava una beguda extraordinària, i finalment regaven la pedra amb vi del mateix porró amb el qual havien begut. En alguns llocs del Pallars Sobirà, abans de regar la pedra a sota hi posaven una moneda.
A Violant aquests ritus li fan pensar en la pervivència de la degollació d'una víctima (vessament de sang representada pel vi i per la mangra). La víctima originàriament hauria estat humana, mes tardanament, en atenuar-se el ritu, seria animal; fins a arribar als nostres dies amb el simulacre del sacrifici figurat pel raig de vi i pel color.
Un dels primers estudiosos moderns d'aquesta temàtica, que sens dubte fou referent per als estudiosos catalans, fou l'antropòleg escocès James George Frazer. Segons ell, les cerimònies abans esmentades, encara que molt esborrades, es poden comparar amb les que a començaments del segle XX es practicaven a Bulgària i a Grècia, tan en el vessament de sang com en el vestigi del sacrifici humà. A Bulgària mataven un corder i regaven els fonaments amb la sang; a Grècia sacrificaven un gall, un moltó o un anyell amb la sang del qual regaven la primera pedra i a continuació enterraven la víctima sota la pedra. Segons ell, l'objecte del sacrifici era donar consistència i estabilitat a l'obra que es començava a construir.

### El ritual en la documentació notarial catalana delseglexviii
Els manuals notarials conserven molta documentació relativa a la construcció d'edificis civils i religiosos; no cal dir que els que fan referència a la posada de la primera pedra són sempre interessants des del punt de vista antropològic. Ho són particularment els del segle xviii, època que a Catalunya es construïren gran quantitat de temples parroquials.
La proliferació de monografies locals i/o comarcals de les darreres dècades ha contribuït de forma decisiva a l'exhumació de molta documentació relativa a la construcció d'esglésies parroquials. Mossèn Josep Porta publicà el document d'aquest acte relatiu a l'actual església parroquial de Barberà de la Conca, celebrat l'any 1792. L'acte de posada de la primera pedra, tingué lloc el dia 23 de maig de 1792. Començà amb una missa, seguida d'una processó amb tots els veïns del poble, les autoritats i el mestre de cases que portava la pedra, prèviament beneïda. La pedra era un carreu petit, a cinc cares del qual hi havien gravat paraules al·lusives a la religió, els escuts de la vila i del rector, i la data; i, a la sisena cara, hi havien fet un forat on introduïren un got de vidre que contenia cinc monedes i un document explicatiu de l'acte. Finalment, el mestre de cases tapà el forat del got amb cera, col·locà la pedra al seu lloc i la fixà amb morter. En un article sobre la construcció de l'ermita dels Torrents de Vimbodí (1713-1717), J. Fuguet publicà la documentació, conservada a l'arxiu de Poblet, entre la qual destaca l'acta de posada de la primera pedra de l'edifici. Entre moltes altres publicacions, també han dedicat l'atenció a aquesta cerimònia dues tesis doctorals recents: Maria Garganté i Anna Isabel Serra.